# Refugee (Band)
Refugee ist eine englische Progressive-Rock-Band.

## Geschichte
Nach der Auflösung von The Nice durch den Keyboarder Keith Emerson gründeten Lee Jackson und Brian Davison die Bands Jackson Heights und Brian Davison's Every Which Way, mit denen sie allerdings beide den Erfolg von The Nice nicht fortsetzen konnten. 1973 wurde Jackson auf dem Schweizer Keyboarder Patrick Moraz aufmerksam, der zuvor in der Gruppe Mainhorse tätig gewesen war (ihr einziges Album ist 1971 erschienen). Ein Emerson technisch ebenbürtiger Virtuose, wenn auch stilistisch dem Jazz noch ein wenig weiter zugeneigt als dieser (bei Moraz sind deutliche Einflüsse von Bill Evans, Jan Hammer und Maurice Ravel zu hören, bei Emerson eher solche von Oscar Peterson und Alberto Ginastera), sah er in ihm großes Potenzial, und gemeinsam begannen sie, Material für das nächste Jackson-Heights-Album zu schreiben. Schnell wurde jedoch klar, dass das neue Material für Jacksons Band zu heavy war, und sie traten an Brian Davison heran, der ihnen der Richtige für ein gänzlich neues Projekt zu sein schien. Gemeinsam mit ihm wollten sie das Konzept des Keyboardtrios weiterführen, und an die besseren Tage von The Nice anknüpfen.
Die drei Musiker hätten bereits früher zusammenkommen können, denn Keith Emerson, der Moraz anlässlich eines The-Nice-Konzerts in der Schweiz kennengelernt hatte, hatte diesen als Ersatz für sich selbst vorgeschlagen, nachdem er The Nice verlassen hatte. Doch Jackson und Davison waren nicht bereit gewesen, sofort weiterzumachen.
Einen Vertrag bei Tony Stratton-Smith zu bekommen, war für alle Beteiligten überraschend einfach und sofort wurde in den Island Studios die Arbeit an einem Album namens Refugee aufgenommen. Die Aufnahmen erwiesen sich nicht immer als leicht, denn zwischen den Aufnahmesessions spielte die Band bereits erste Konzerte (das erste im Londoner Roundhouse, am 2. Dezember 1973) und Patrick Moraz, der wenig Studioerfahrung hatte, legte Keyboardtrack über Keyboardtrack, was es dem Producer John Burns äußerst schwer machte, das Album abzumischen. Zudem litt Davison an einem starken Alkoholproblem. Das Album erschien bei Stratton-Smiths Progressive-Rock-Label Charisma Records. Die 1974 veröffentlichte LP blieb allerdings, dem herausragenden Material und dem Erfolg der Platte (sie war auf Platz 28 in die englischen "Melody Maker"-Charts eingestiegen) zum Trotz, ein einmaliges Projekt.
Refugee absolvierten eine erfolgreiche Konzerttournee und hatten sogar ein Angebot, mit Eric Clapton zu touren. Zudem war ein zweites Album bereits in Planung. Doch nach einem letzten Konzert am 13. August 1974 im Roundhouse verließ Moraz die Band – er hatte Anfang des Monats die Nachfolge von Rick Wakeman bei Yes angeboten bekommen, ein Angebot, das er angesichts des Erfolges dieser Band nicht ausschlagen konnte. Moraz ist auf dem Yes-Studioalbum Relayer (veröffentlicht am 5. Dezember 1974) zu hören. Auf der Tour zu diesem Album spielte er im Rahmen seines Keyboard-Solos noch einige Ausschnitte aus dem Refugee-Album (aus Papillon und Grand Canyon). Einiges an Material, das eventuell auf einem zweiten Refugee-Album erschienen wäre, arbeitete er im nächsten Jahr für sein Solo-Album The Story of I um, anderes ist 2007 auf dem Refugee-Live-Album erschienen. Jackson und Davison (letzterer nach einem kurzen Gastspiel bei Gong, als Ersatz für Bill Bruford) beendeten bald darauf ihre Musikerkarrieren, bis Keith Emerson The Nice 2002 für kurze Zeit wiederbelebte.
Im März 2007 ist bei der englischen Plattenfirma Voiceprint eine Konzertaufnahme aus der Newcastle City Hall (1974) veröffentlicht worden, die neben einigen Stücken vom Studioalbum zwei stark umkomponierte The-Nice-Covers und zwei bislang unbekannte Stücke von Refugee enthält.
Im Zusammenhang mit dieser Veröffentlichung hatte sich der Kontakt zwischen Moraz, Jackson und Davison wieder intensiviert. Eine Zeit lang waren Reunion-Konzerte in Europa im Gespräch. Am 15. April 2008 erlag Brian Davison jedoch fünfundsechzigjährig einem Hirntumor.
Im Jahr 2010 erschien via Floating World Records ein 2-CD-Set, das sowohl das 1974er-Studioalbum als auch den 1974er-Konzertmitschnitt enthält. Das Booklet enthält ausführliche Liner Notes von Martyn Hanson, der u. a. Bücher zu The Nice und ELP veröffentlichte.

## Diskografie
- Refugee (1974)
- Live in Concert Newcastle City Hall (1974, veröffentlicht 2007)